# Das Frauenhaus von Rio
Das Frauenhaus von Rio ist ein deutscher Stummfilm aus dem Jahre 1927, der den Mädchenhandel thematisiert.  Unter der Regie von Hans Steinhoff spielten Ernst Deutsch und Albert Steinrück die Hauptrollen. Die Literaturverfilmung basiert auf dem Roman Plüsch und Plümowski von Norbert Jacques.

## Handlung
Plüsch und Plümowski sind zwei ebenso finstere wie schurkische Gestalten und doch Antipoden durch und durch. Der wohlhabende Plümowski ist dem wenig erfolgreichen Plüsch in seinen kriminellen Geschäften haushoch überlegen. Verzweifelt versucht Plüsch, genauso erfolgreich wie Plümowski zu werden, von dem er sich um einen Verdienst geprellt fühlt. Alles gärt in ihm, er dürstet nach Rache. Plüsch findet eines Tages heraus, dass Plümowski ein Doppelleben führt. In dem Plüsch bekannten Leben gibt sich Plümowski als seriöser, unverheirateter Hamburger Kaufmann Schröder, der jedoch in Wahrheit dem Bordell von Ilona Schwarz-Lopez, dem „Frauenhaus von Rio“, regelmäßig „frische Ware“ aus Übersee zuführt. In dem anderen Leben ist er ein kreuzbiederer Ehemann, der mit Frau und Tochter fernab der Sünde in einer Kleinstadt lebt. Plümowskis Tochter Kordula möchte unbedingt Tänzerin werden, was der Vater aber strikt verbietet. Er weiß schon warum, wurde doch so manche als Prostituierte missbrauchte und nach Rio de Janeiro verschiffte junge Frau mit dem Versprechen geködert, dort in einem seriösen Etablissement als Tänzerin auftreten zu können.
Tatsächlich ködert Madame Schwarz-Lopez junge deutsche Frauen mit Anzeigen, die Interessentinnen eine Ausbildung an ihrer angeblichen Tanzakademie verspricht. Kordula, so ahnt, Plüsch, muss Plümowskis größte Schwachstelle sein, und was könnte den verhassten Gegenspieler mehr treffen, als wenn man seine Tochter in den nächsten Schub „frischer Frauenware“ nach Südamerika verfrachtet? Plüsch arrangiert daher mit der zwar streng erzogenen, aber umso abenteuerlustigeren Kordula ein „zufälliges“ Kennenlernen und redet ihr zu, endlich mal etwas Neues zu wagen. Ganz nebenbei bietet Plüsch Schwarz-Lopez, die er noch von früher kennt, ein besonders interessantes Mädchen, Kordula, als „Frischfleisch“ an. So macht sich Kordula heimlich mit einer Freundin, der etwas naiven, polnischen Ballettelevin Josefa, und einem Vertrauten von Ilona Schwarz-Lopez, einem gewissen Herrn Verloost, der nichts von den wahren Geschäften seiner Chefin weiß, nach Rio auf. Auf dem Weg nach Südamerika kümmert sich der Begleiter um Plümowskis Tochter, und die beiden kommen einander näher. Der gleichfalls anwesenden Ilona missfällt Verloosts Annäherung an ihre „Ware“ sehr, und so weiht sie ihn in ihr wirkliches Geschäftsmodell ein. Die Bordellchefin droht, ihn zu vernichten, sollte er seinen Mund nicht halten.
Dieser wiederum ist schockiert, zeigt das aber nicht. Verloost hat sich längst in Kordula verliebt und informiert den Schiffskapitän von dem, was ihm zur Kenntnis gebracht worden ist, damit dieser die Polizei in Rio vorab informiere. Auch Kordula weiht Verloost ein, und sie verspricht ihm, erst einmal in Rio angekommen, das Spiel mitzuspielen, um Frau Schwarz-Lopez des Mädchenhandels zu überführen und das Handwerk zu legen. In der brasilianischen Hafenstadt angekommen, geht Kordula mit ihrer Puffmutter an Bord, während Verloost mit der Polizei die anstehende Razzia bespricht. Kordula kann sich, kaum im Bordell angekommen, nur mit Mühe den aufdringlichen Avancen ihres ersten Kunden erwehren, da platzt die Polizei in das Gebäude und nimmt alle fest. Die Puffmutter entzieht sich ihrer Bestrafung und nimmt Gift. Derweil konfrontiert Plüsch Plümowski hohnlachend, dass seine Kordula ihre erste Nacht als Nutte in Rio bereits hinter sich habe. Außer sich vor Wut darüber, was Plüsch in seinem kranken Hirn ausgeheckt hat, erwürgt Plümowski in einem Anfall von Raserei sein Gegenüber. Dann verfällt er dem Wahnsinn. In Rio aber haben sich Verloost und Kordula als Paar gefunden.

## Produktionsnotizen
Das Frauenhaus von Rio entstand im Juni und Juli 1927 mit dem Arbeitstitel Plüsch und Plümowsky im UFA-Atelier in Berlin und in Wohltorf bei Hamburg (Außenaufnahmen). Aufgrund massiver Gewalt- und Vergewaltigungsszenen musste der Film mehrmals der Zensurprüfung vorgelegt werden und sich einigen Schnitten unterziehen. Da aber der abschreckende Charakter des Streifens gegenüber dem Mädchenhandel durchaus gewürdigt wurde, konnte Das Frauenhaus von Rio nach seiner Uraufführung am 15. September 1927 im Wiener Haydn-Kino einen Tag darauf im Berliner Tauentzienpalast erstaufgeführt werden.
Die Filmbauten entwarfen Hans Sohnle und Otto Erdmann. Produzent Georg Jacoby übernahm auch die Produktionsleitung, Bruno Lopinski die Aufnahmeleitung.
Der Film kostete 132.255,68 Reichsmark.
In den USA wurde der Film 1930 unter dem Verleihtitel Girls For Sale in einer Tonfassung herausgebracht.
Regisseur Steinhoff entgegnete Anwürfen, dass er sich für eine derartige Kolportage hergeben würde, mit folgender Replik. Er befand, „daß Leute, die mit heruntergezogenen Mundwinkeln und halb entschuldigenden Worten an einen solchen Film herangehen, weil sie sich zu gut dafür dünken, lieber die Arbeit sein lassen sollten. Auch ein Heidelberg- oder Rhein-Film muß mit Liebe und künstlerischem Ernst gemacht werden, auch für ihn muß sich ein Regisseur mit seiner ganzen Persönlichkeit einsetzen, sonst sind diese Filme unerträglich.“
1949/50 entstand ein bundesdeutsches Remake unter dem Titel Export in Blond. Regie führte Eugen York.

## Kritik
„Der ungenannte Manuskriptschreiber arbeitet reichlich mit Gift, Irrsinn, Doppelleben und Edelmut. Zum Erfolg führten die flotte Regie Hans Steinhoffs und die im allgemeinen über dem Durchschnitt stehenden Leistungen der Darsteller Ernst Deutsch, Albert Steinrück, Susi Vernon, Hans Stüwe und Vivian Gibson.“

Paimann’s Filmlisten resümierte: „Gegenüber anderen Mädchenhändlerfilmen ist man hier mit Ausnahme der in einem Freudenhause in Rio de Janeiro spielenden Szenen dem Kitsch ziemlich aus dem Wege gegangen, außer der visuellen Entführungsgeschichte noch das amüsante Gegenspiel zweier abgefeilter Gauner geboten worden. Die Regie arbeitete im gleichen Sinne, ist durchgehend kontinuierlich, die Darstellung sorgfältig, Aufmachung und Photographie sauber.“